# Ante Lučić
Ante Lučić Tonko (Gornji Dolac, 7. travnja 1937.), hrvatski pjesnik.
Imao je dvije sestre i brata. Školu je završio u rodnom selu. Pisanjem se počeo baviti u drugom razredu osnovne škole, u Zidnim novinama.[nedostaje izvor]
Zastupljen je u Hrvatskoj uskrsnoj lirici (Zagreb, 2001.).

## Djela
- Hajduk u NOB-u i danas. Omiš. TRO "Franjo Kluz". NSK: 000946748
- Hajduko život
- Mate Parlov
- Lijepa naša, 1998. (epski spjev)
- Hrvatsko uskrsnuće, 1996.
- Svjedok hrvatski događanja, 1997.
- Papa i Stepinac, 1998. (epski spjev)
- Život i običaji Poljičana. Priko. Društvo Poljičana Sv. Jure. 2006. ISBN 9539695279.